# Royal Watercolour Society

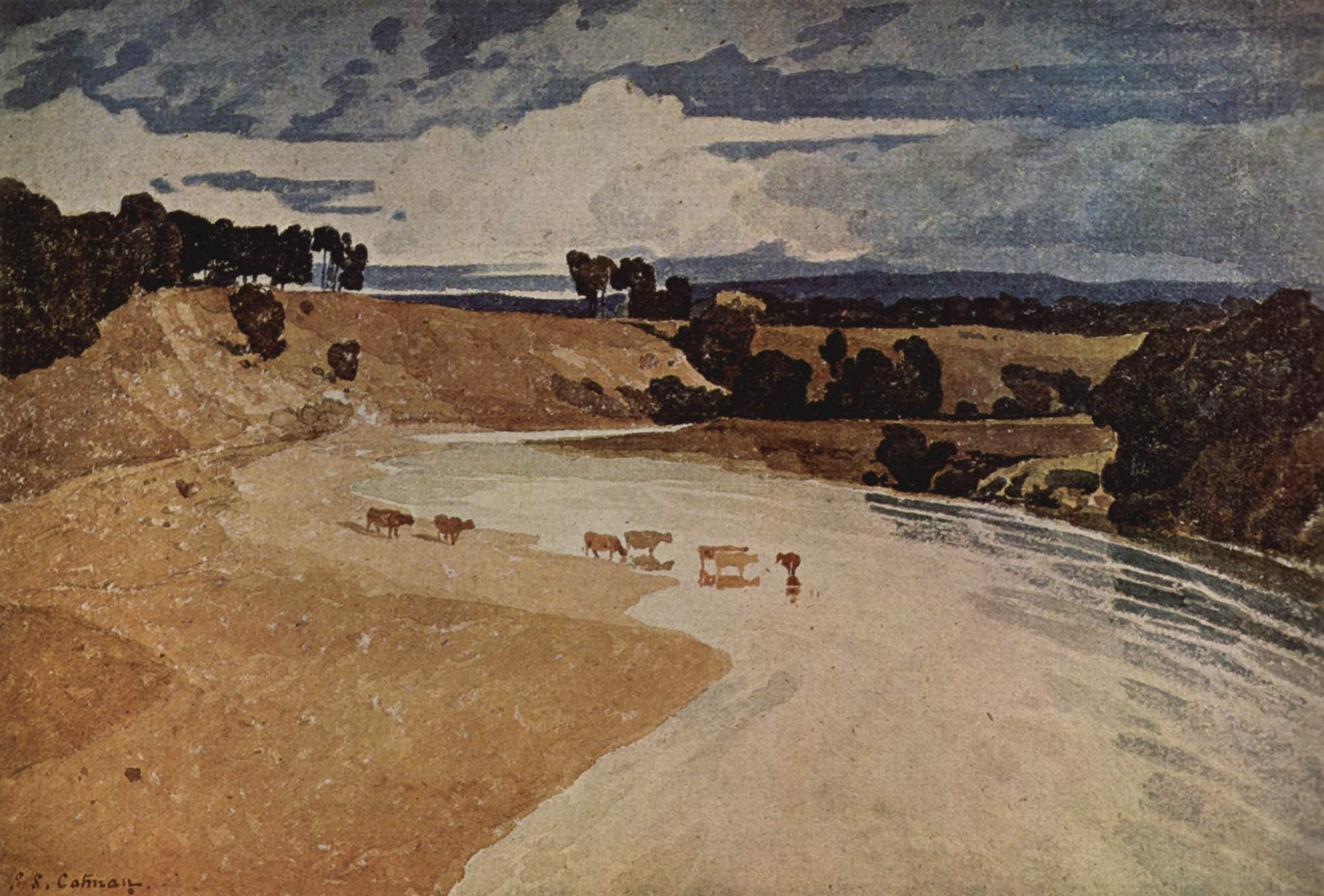
John Sell Cotman

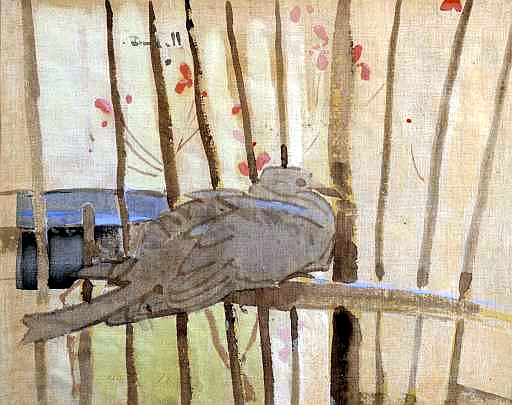
Joseph Crawhall

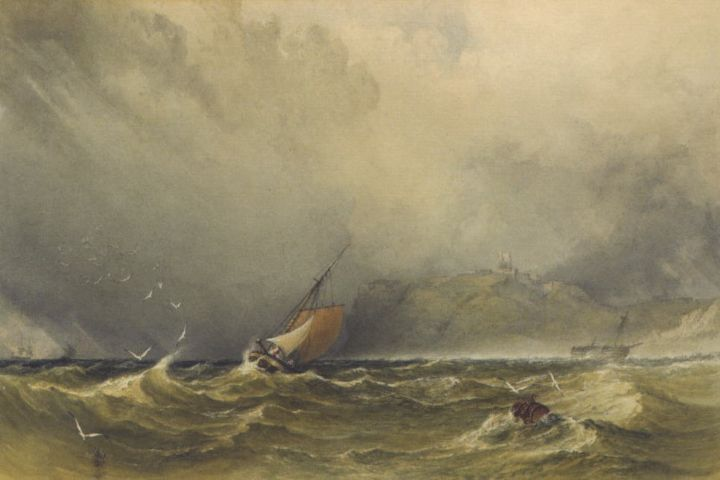
Copley Fielding

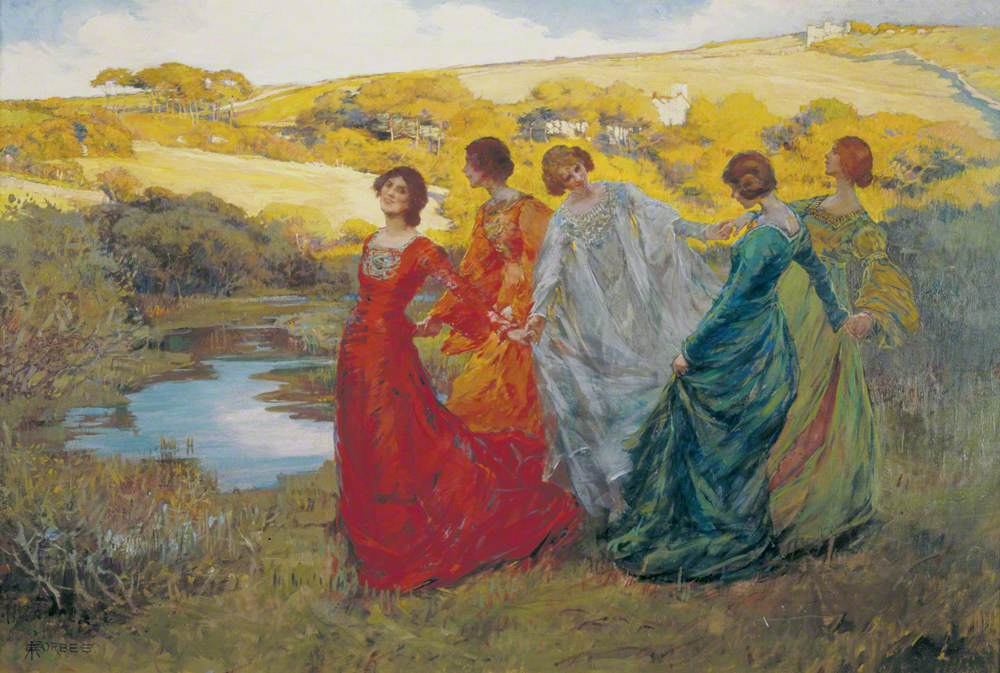
Elizabeth Adela Forbes

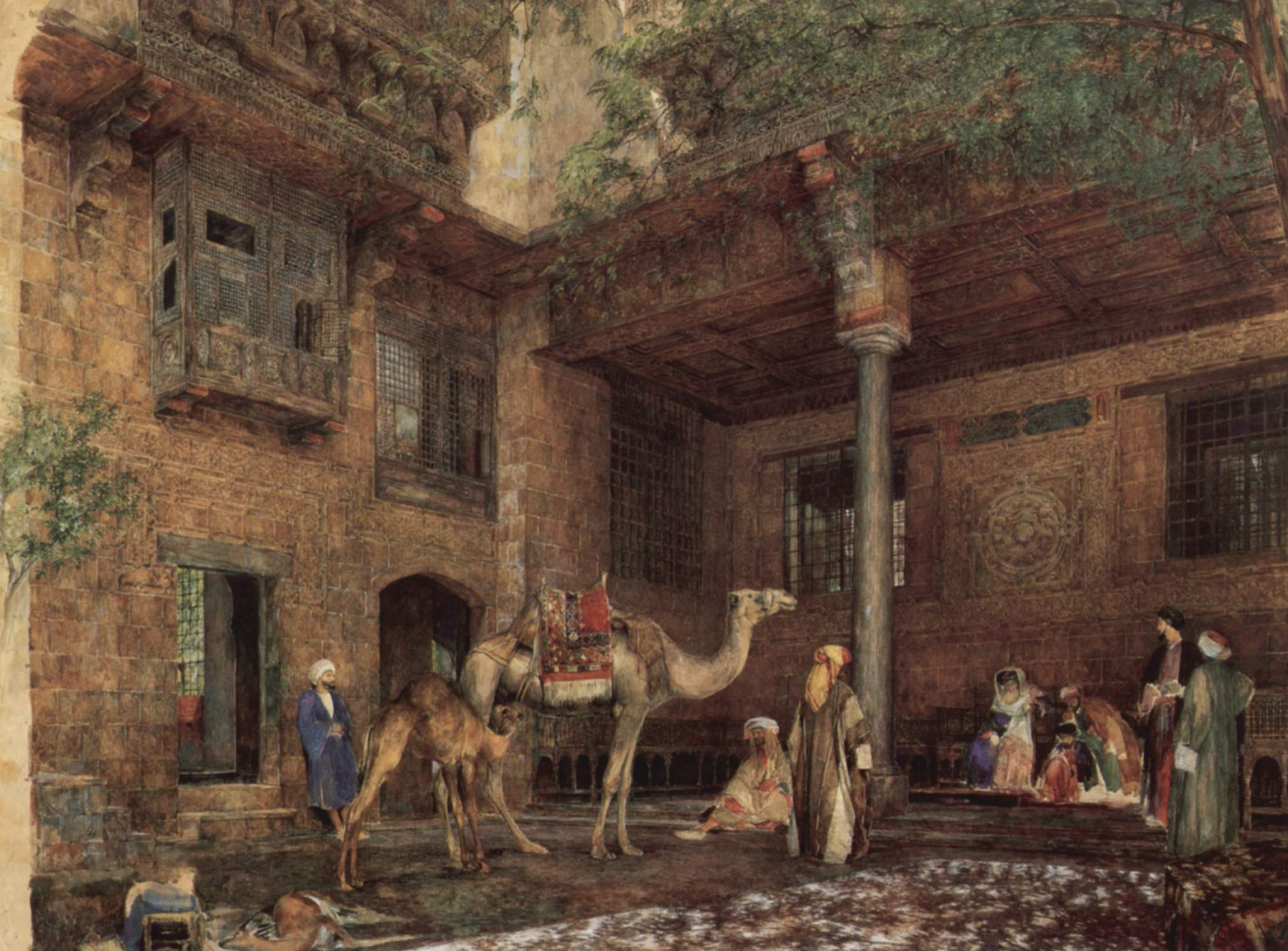
John Frederick Lewis

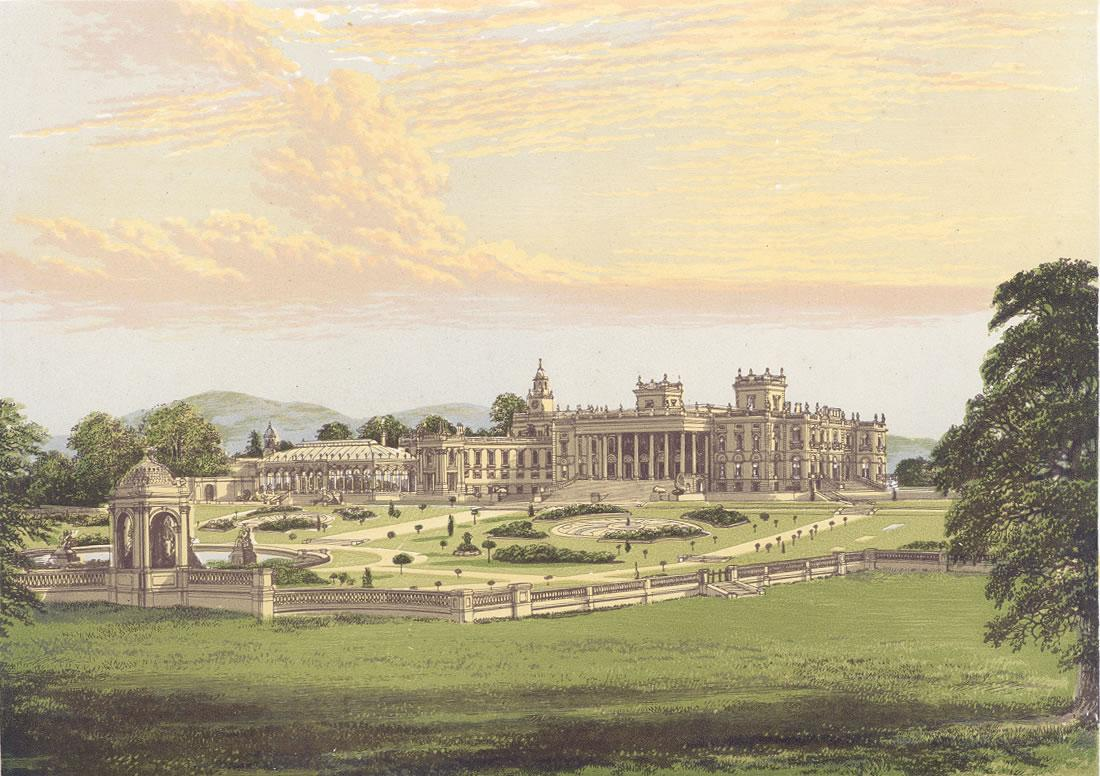
William Andrews Nesfield

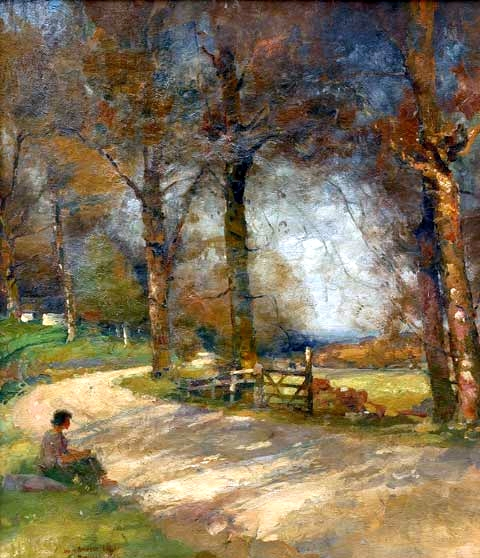
James Paterson

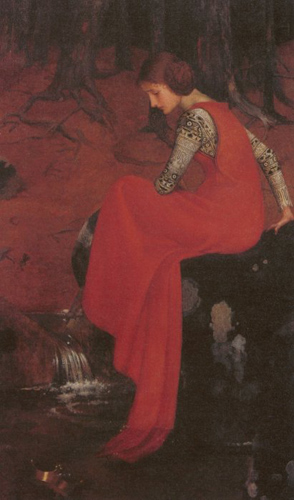
Marianne Stokes

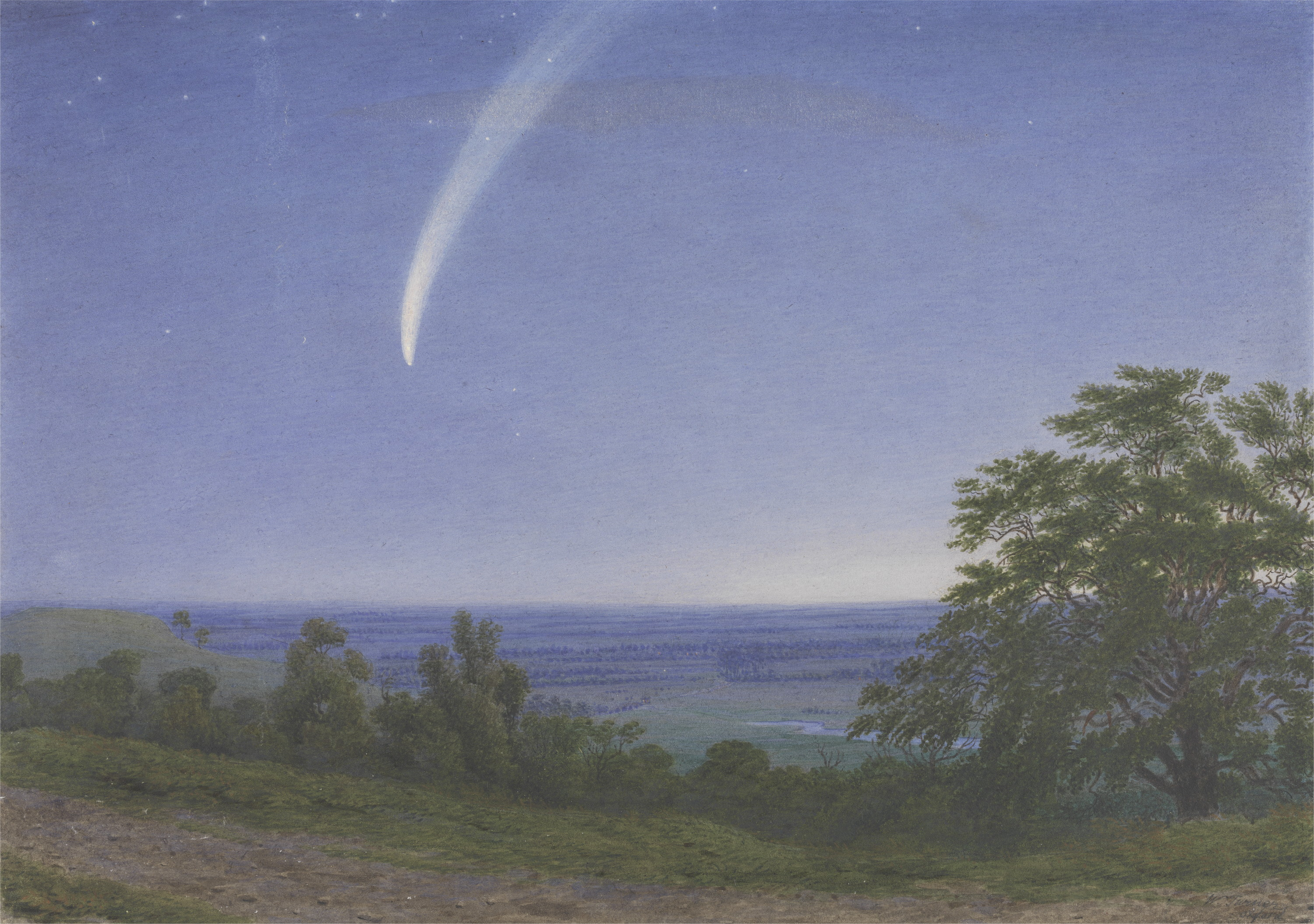
William Turner of Oxford

Die Royal Watercolour Society (RWS) ist eine britische Vereinigung von Malern, die mit Wasserfarben arbeiten, und befindet sich in der Bankside Gallery in der Hopton Street 48 in London, wo auch die Royal Society of Painter-Printmakers untergebracht ist. Die Royal Watercolour Society ist nicht zu verwechseln mit dem Royal Institute of Painters in Water Colours.

## Geschichte
Die Royal Watercolour Society wurde 1804 als Society of Painters in Water Colours gegründet. Daneben verwendete man auch bald die Kurzbezeichnung Watercolour Society. Zahlreiche Künstler, die mit Wasserfarben arbeiteten (z. B. Aquarellfarben oder Gouache) und ihre Bilder bei der Royal Academy of Arts einreichten, waren seit längerer Zeit schon der Ansicht, dass ihre Bilder auf den jährlichen Ausstellungen der Royal Academy im Vergleich zu Ölgemälden nachteilig aufgehängt wurden. Für zunehmende Verärgerung sorgte auch, dass die Royal Academy bisher noch nie einen Künstler ausgezeichnet hatte, der Wasserfarben verwendete. Bei einem Treffen im Stratford Coffee House in der Oxford Street in London am 20. November 1804 wurde daher auf Vorschlag von Frederick William Wells (1762–1836) die Gründung einer eigenen Gesellschaft zur Organisation einer Ausstellung von Gemälden in Wasserfarben beschlossen. Anwesende waren John Varley, Cornelius Varley, William Sawrey Gilpin, Robert Hills, John Claude Nattes, Francis Nicholson, Samuel Shelley, William Henry Pyne und Nicholas Pocock. Später kamen sechs weitere Mitglieder hinzu. Die erste Ausstellung wurde im Jahr 1805 abgehalten und war mit hervorragenden Verkaufs- und Besucherzahlen ein voller Erfolg, so dass man sich zu jährlichen Ausstellungen ermutigt sah.
Die Gewinne der Gesellschaft erreichten ihren Höhepunkt im Jahre 1809, als mehr als 22.000 Besucher einen Gewinn von über £626 erbrachten, der zwischen zwanzig Mitgliedern und sieben Mitarbeitern aufgeteilt wurde. Allerdings sorgten schlechte Haushaltsführung und die wirtschaftliche Unsicherheit, die durch den erneuten Krieg mit Frankreich entstanden war, für einen Rückgang der Besucher, bis eine Liquidation der Gesellschaft im Jahr 1812 unausweichlich wurde. Die Gesellschaft wurde im Dezember 1812 unter dem Namen Society of Painters in Oil and Watercolours mit der weitgehend gleichen Mitgliedschaft neu gebildet, allerdings um den Preis, dass nun auch Ölgemälde zugelassen wurden. Erst 1820 entschloss man sich wieder zur ausschließlichen Ausstellung von Gemälden in Wasserfarben, die zuvor von Mitgliedern eingereicht worden waren.
Aus Protest gegen diese Zulassungsbeschränkung wurde 1831 die New Society of Painters in Water Colours gegründet, die auch Gemälde von Nicht-Mitgliedern ausstellte und heute als Royal Institute of Painters in Water Colours bekannt ist. In dieser Zeit entstanden die Bezeichnungen der beiden Gesellschaften als Old Watercolour Society und New Watercolour Society, die allerdings nie offiziellen Charakter hatten. Ab 1860 wurden in der Diploma Collection Werke von Künstlern präsentiert, die soeben zu Mitgliedern der Society gewählt worden waren. Unter dem Vorsitz von John Gilbert erhielt die Gesellschaft 1881 aufgrund einer Royal Charter von Königin Victoria das Recht, sich Royal Society of Painters in Water Colours (RWS) zu nennen.
Die Gesellschaft gründete im Jahre 1884 einen Art Club zur Förderung des Interesses an der Malerei mit Wasserfarben, indem professionelle und Amateurkünstler Konversationsabende veranstalteten. Er wurde nach der Hundertjahrfeier im Jahr 1984 aufgelöst und in den Verein Friends of the Bankside Gallery übergeführt. 1891 veröffentlichte John Lewis Roget unter dem Titel A History of the Old Water-Colour Society eine zweibändige Geschichte der Gesellschaft, die auf wesentlichen Vorarbeiten von John Joseph Jenkins, Sekretär von 1854 bis 1864, beruht. Im Jahr 1923 wurde der Old Watercolour Society Club (OWSC) gegründet, der zahlreiche Essays von Künstlern und Wissenschaftlern über Malerei hervorbrachte.
Winterausstellungen gab es erstmals im Jahre 1862. Ausstellungsräume waren zu dieser Zeit die Galerien bei Spring Gardens, an der Pall Mall, der Brook Street, der Old Bond Street und die Egyptian Hall, wo auch der New English Art Club ausstellte. Seit 1823 hatte die Gesellschaft ihren Sitz in Pall Mall Nr. 6, ab 1938 in der Conduit Street 26. Nach Ablauf des Mietvertrags in der Conduit Street im Jahr 1980 zog man gemeinsam mit der Royal Society of Painter-Printmakers, mit der man die meisten Mitglieder und seit 1888 die Geschäftsräume gemeinsam hatte, in die Bankside Galerie. 1988 wurde der Name der Gesellschaft in Royal Watercolour Society geändert.

## Offizielle Bezeichnungen
- 1805–1812: Society of Painters in Water Colours
- 1812–1820: Society of Painters in Oil and Watercolours
- 1820–1881: Society of Painters in Water Colours
- 1881–1988: Royal Society of Painters in Water Colours
- seit 1988: Royal Watercolour Society

## Bekannte Mitglieder
- George Barratt
- William Callow
- David Cox
- John Sell Cotman
- Frank Cadogan Cowper
- Joshua Cristall
- Joseph Crawhall
- Copley Fielding
- Elizabeth Adela Forbes
- Myles Birket Foster
- Walter Gay
- John Gilbert
- Heywood Hardy
- Charles Napier Hemy
- Hubert von Herkomer
- William Henry Hunt
- Eleanor Fortescue-Brickdale
- John Frederick Lewis
- Egron Lundgren
- Clara Montalba
- Albert Joseph Moore
- William Andrews Nesfield
- Samuel Palmer
- James Paterson
- Marianne Stokes
- Ralph Middleton Todd
- William Turner of Oxford
- John Varley
- Peter de Wint